# Hilger Quattermart von der Stesse

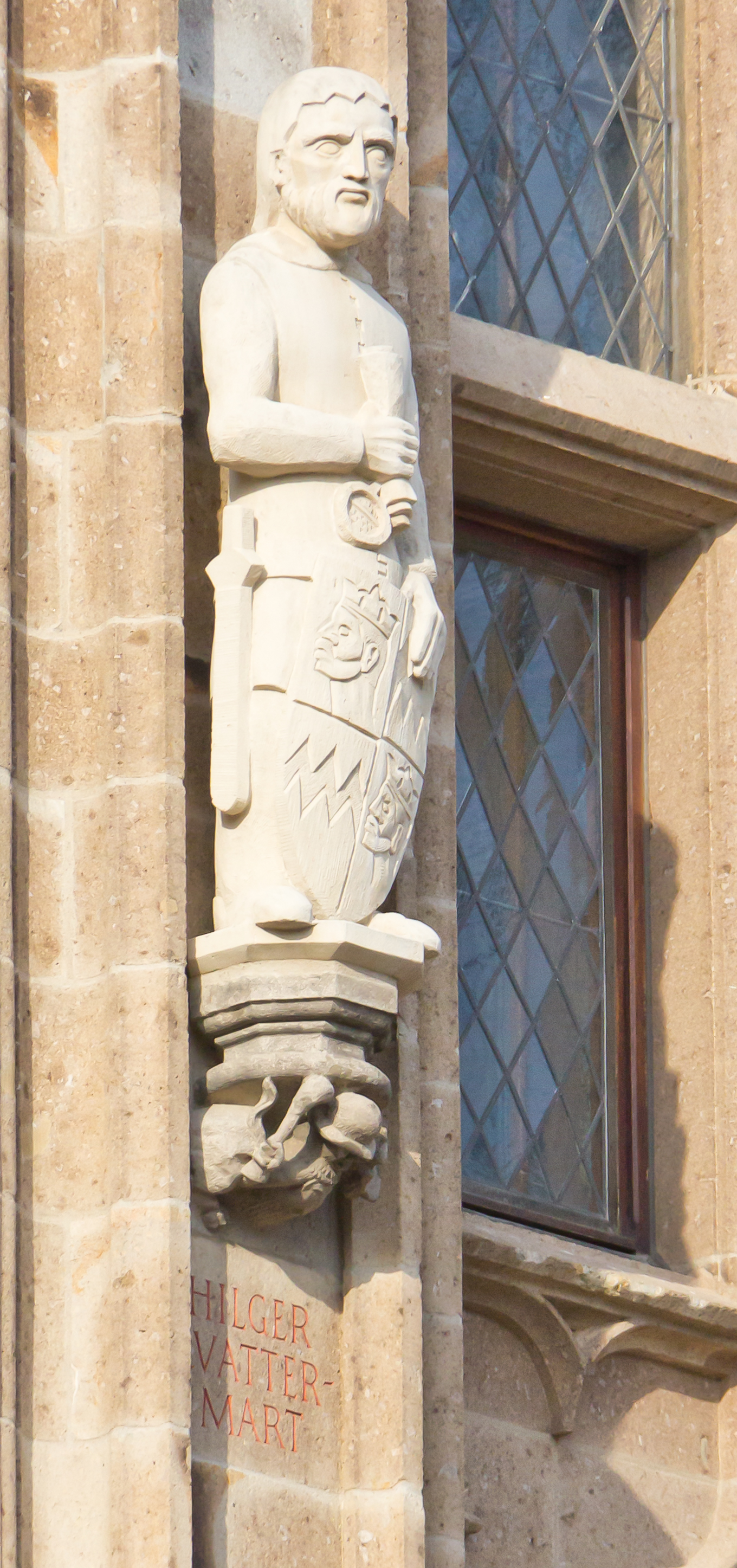
Die Figur von Hilger Quattermart von der Stesse am Kölner Rathausturm

Hilger Quattermart von der Stesse, auch von der Stessen (* um 1340; † 26. Januar 1398 in Köln) war ein kölnischer Politiker, Bürgermeister und Diplomat. Im 14. Jahrhundert war er ein Anführer der Patrizier-Partei der Greifen.

## Leben

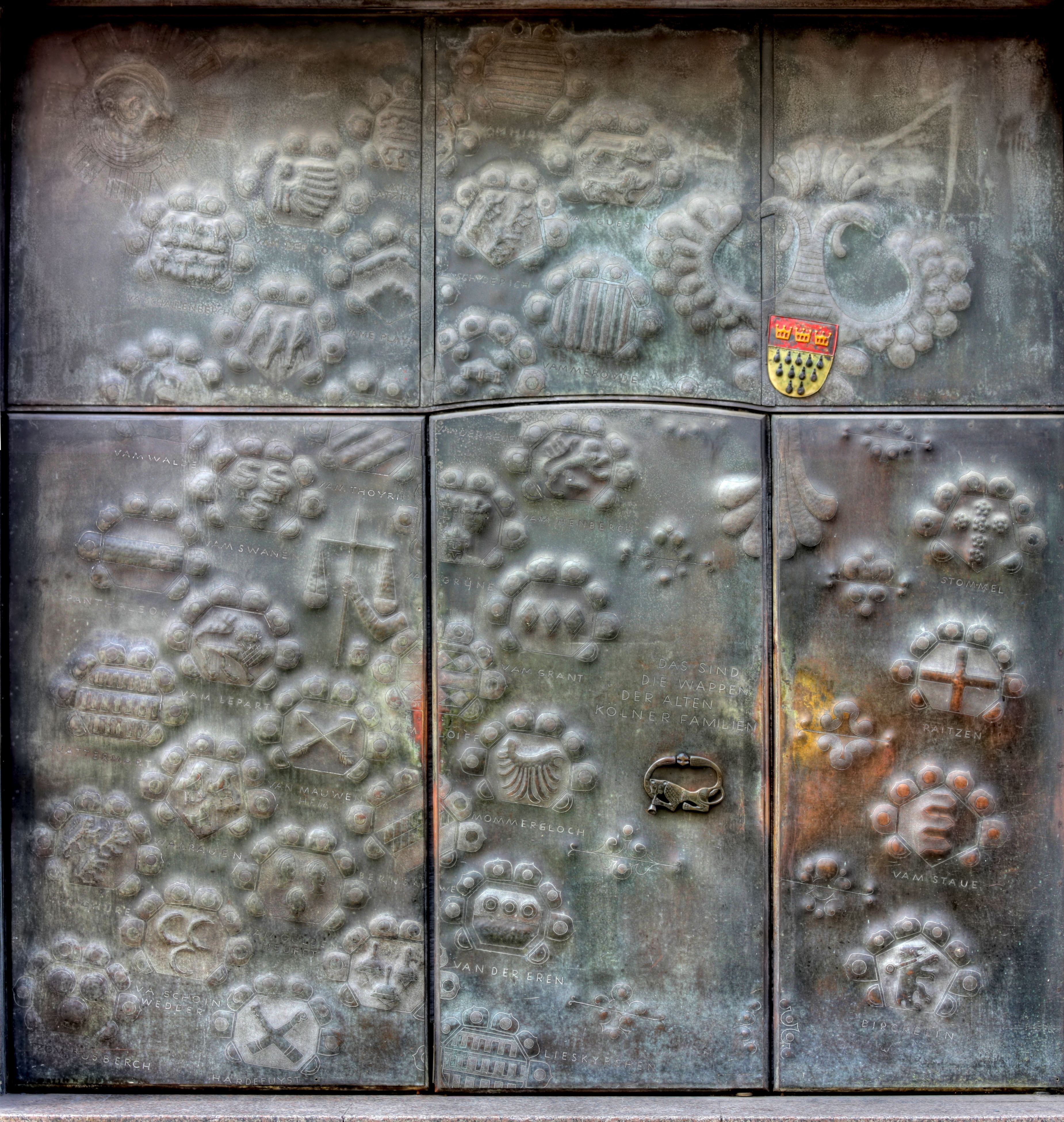
Gürzenich Köln, Haupteingang, rechter Flügel. Dargestellt sind die Wappen alter Kölner Familien. Links unten das Wappen der Quattermarts. Künstler: Ewald Mataré.

Geboren wurde Hilger Quattermart von der Stesse um 1340 als Hilger Cleingedank aus dem Geschlecht der Kleingedank aus der Kölner Patrizierfamilie der Quattermart. 1360 heiratete er Richmod vom Kusin. Nachdem er das Erbe seines Großonkels Hilgers von der Stesse angetreten und dessen Hof übernommen hatte, nahm er ab 1372 den Beinamen von der Stesse an. Im selben Jahr wurde von der Stesse erstmals politisch im „engen Rat“ des kölnischen Patrizierrates aktiv. Dieser Versammlung gehörte er bis 1395 mehrfach an. Bereits 1374 wurde er zum ersten Mal mit dem Bürgermeisteramt betraut. Ab 1370/71 unternahm Hilger mehrere diplomatische Missionen im Auftrag des Kölner Rates.
Während seiner Amtszeit wurde Hilger zum Anführer der patrizischen Partei der Greifen und führte entschiedene Reformen teils mit Gewalt durch. So ging er 1376 mit Hilfe der Greifen im sogenannten Kölner Schöffenkrieg gegen die erzbischöflichen Schöffen des Hochgerichts vor. Ein wichtiger Auftrag führte ihn 1377/78 an die Kurie nach Rom, wo er sich für die Aufhebung des Interdikts, das Papst Gregor XI. während des Schöffenkriegs über Köln verhängt hatte, einsetzen sollte. Eine weitere diplomatische Mission 1393 an den Königshof nach Prag nutzte Hilger eigennützig, um sich die Privilegien eines Freigrafen zu sichern. König Wenzel gestattete es Hilger, auf der Insel Osterwerth Gericht zu halten. Auf Druck des Rates musste er Titel und Privilegien 1394 wieder zurückgeben.
Der Versuch, seinem verbannten Onkel Heinrich von Stave, der ebenfalls den Greifen angehörte, die Rückkehr zu ermöglichen, misslang. Hilger und die Partei der „Greifen“ wurden von der Partei der „Freunde“ unter Führung von Konstantin von Lyskirchen entmachtet. Hilger musste seinerseits fliehen und erhielt Zuflucht beim Grafen Johann I. von Nassau-Dillenburg. Hilger wurde von König Wenzel mit der Reichsacht belegt. Auch die Machtübernahme der Kölner Gaffeln änderte nichts an seinem Status als Verbannter. 1396 beteiligte sich Hilger noch einmal an einer Verschwörung gegen den Kölner Rat, indem er sich Hermann von Goch anschloss. Beim Betreten der Stadt wurde er jedoch erkannt, gefangen genommen und später zum Tode verurteilt. Am 26. Januar 1398 wurde Hilger in Köln zum Schafott geführt und enthauptet. Sein Leichnam wurde außerhalb der Stadtmauer im Kloster Weiher beigesetzt.